# ウォータールー・ロード (香港)

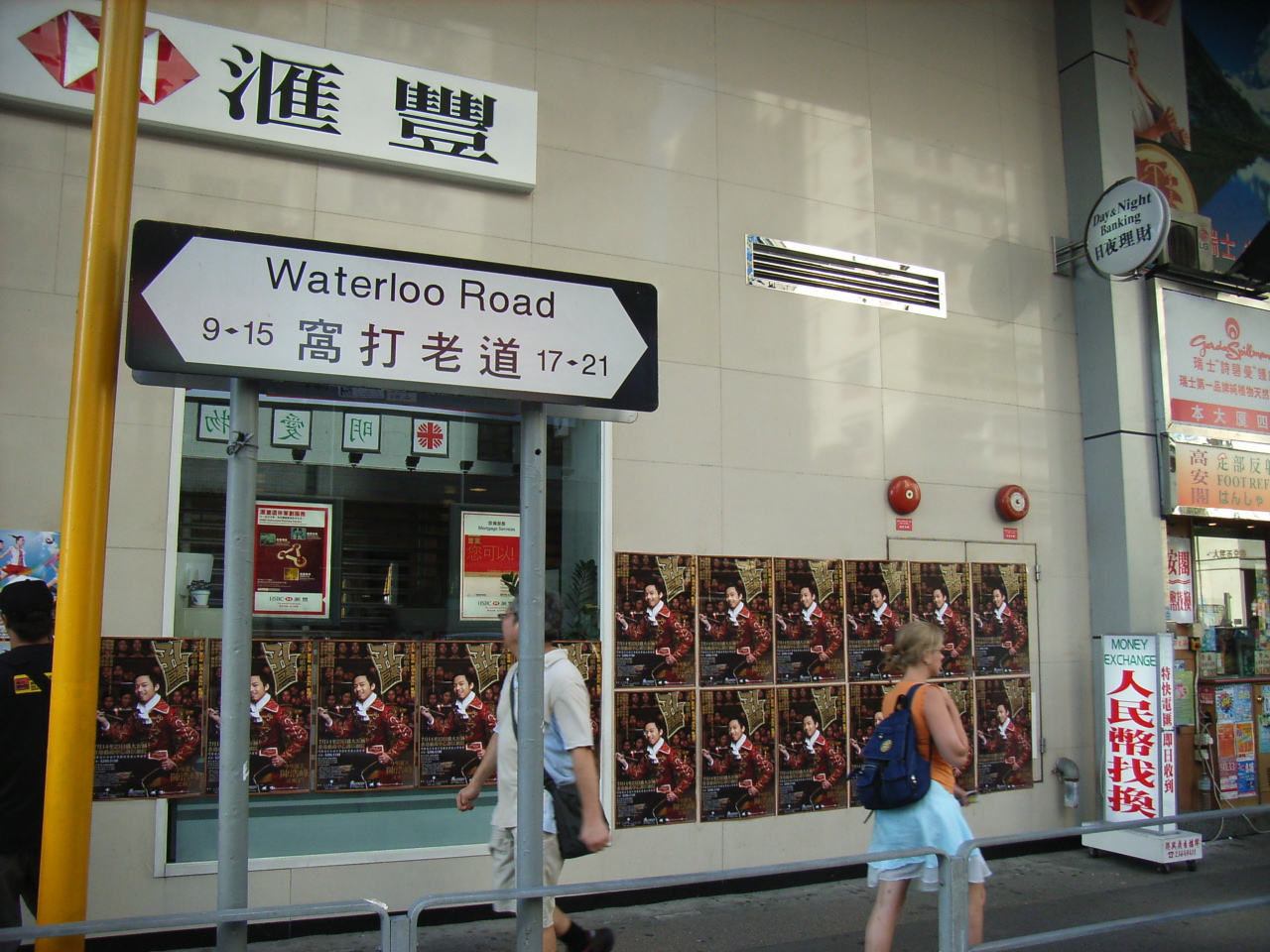
油麻地近くのウォータールー・ロード。

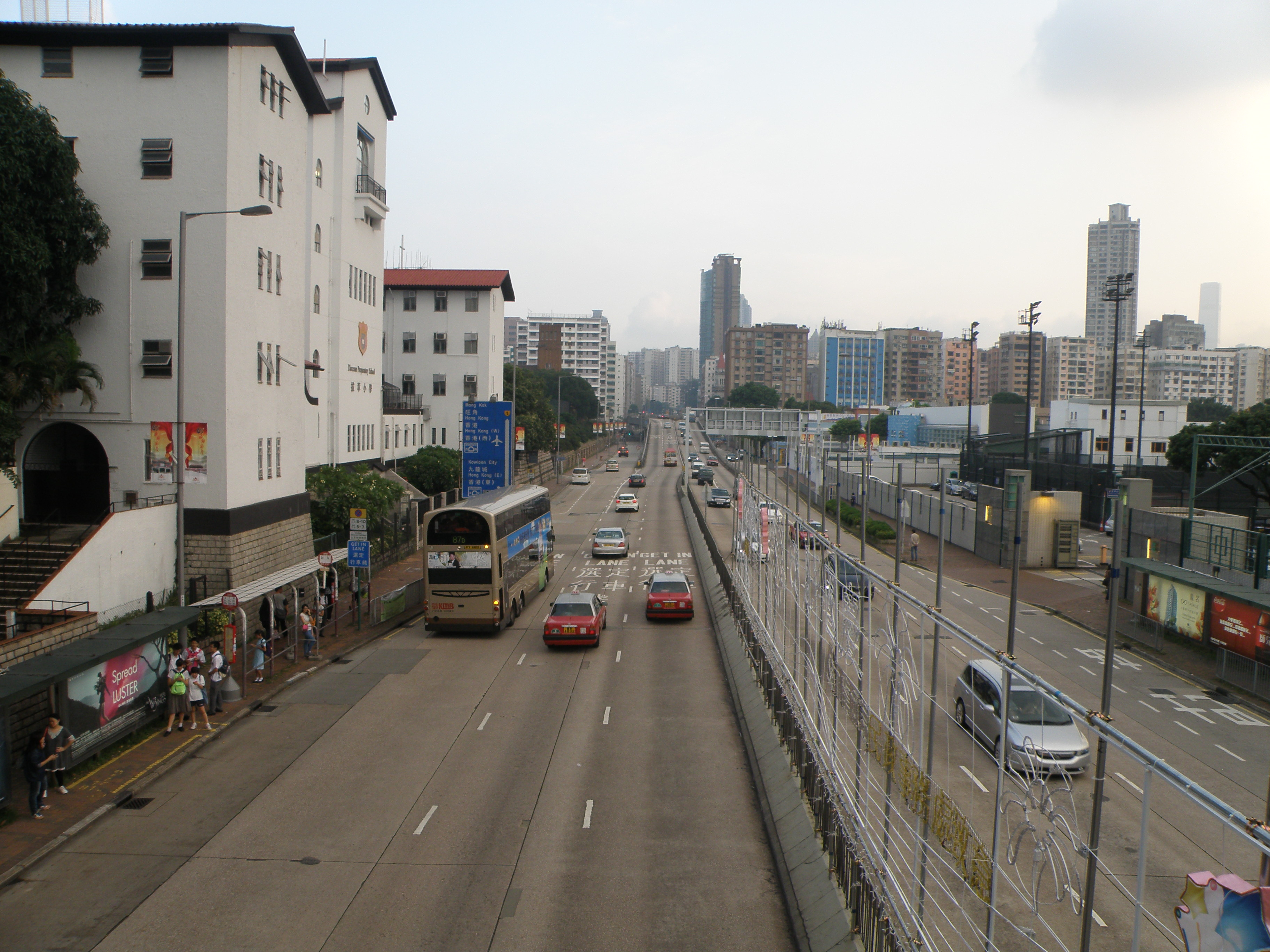
九龍に面した九龍塘近くのウォータールー・ロード。

ウォータールー・ロード（Waterloo Road、窩打老道）は、香港九龍を東西方向に貫く主要街路のひとつ。油麻地から九龍塘まで延びている。

## 位置
この道路は、ライチョン・ロード（Lai Cheung Road、麗翔道）とフェリー・ストリート（Ferry Street、渡船街）との交差点の西側を起点とし、ネイザンロード（Nathan Road、彌敦道）を過ぎる地点まで東へ進む。次いで、北東＝南西方向に油麻地の東部から旺角を通り、プリンセス・マーガレット・ロード（Princess Margaret Road、公主道）との交差点に達する。そこから再度折れて、九龍塘を北方へ進み、獅子山トンネル（Lion Rock Tunnel、獅子山隧道）に至る。

## 歴史
ウォータールー・ロードは、ワーテルローの戦いに因んで命名された。この道が通されたのは、20世紀初めのことであった。
ウォータールー・ロードは、段階的に建設されたため、いち早く19世紀末には、広華医院近くの道が既に落成しており、その後20世紀初めに油麻地のフェリー・ストリート一帯まで延長された。1922年には、九龍塘の発展のため、ウォータールー・ロードは九龍塘のコーンウォール・ストリート（歌和老街）付近まで、延長された。1961年には、龍翔道の開通により、北方へ延長されて現在の位置となった。

## 沿道
広華医院、九龍華仁書院、瑪利諾修院学校、真光女書院は、いずれも油麻地のウォータールー・ロードに面した位置にある。果物の卸売市場である油麻地果欄と、劇場である油麻地戯院は、油麻地のリクラメーション・ストリート（新填地街）との交差点に面している。ユニバーサル・モデルズ（Universal Models Limited、ドラゴンモデルズの親会社）も、この道に面した旺角の一角にある。

## 文学
ウォータールー・ロードは、ポール・セローの『九龍塘の恋 (Kowloon Tong: A Novel of Hong Kong)』でも言及されている。